# عبد الكريم ميري كريمو
عبد الكريم ميري و(كريمو لقبه)، لاعب كرة قدم مغربي دولي سابق ولد بالدار البيضاء في 13 يناير 1955، كان يشغل مركز مهاجم احترف لأزيد من 14 سنة في أكثر من نادي فرنسي بداية مع نادي باستيا سنة 1974 ونهاية بـ ماترا راسينغ، كما لعب مع المنتخب المغربي لأزيد من 10 سنوات شارك خلالها في أكبر التظاهرات.

## مع الأندية
باستيا
سنة 1974 كانت أول محطة احترافية لكريمو مع نادي باستيا شارك خلالها في 119 مباراة ووقع على 33 هدفاً في مختلف المسابقات وصل مع النادي إلى نهائي كأس الاتحاد الأوروبي سنة 1978.
نادي ليل :
لعب لنادي ليل موسم 1980-1981 شارك في 42 مقابلة تمكن من تسجيل 14 هدف.
نادي تولوز :
التحق بتولوز سنة 1981 ولعب له موسم واحد شارك في 32 مقابلة وسجل 10 أهداف.
نادي ميتز :
سنة 1982 التحق كريمو بنادي ميتز وتألق بشكل واضح حيث سجل 24 هدفاً في 38 مقابلة.
نادي ستراسبورغ :
بعد محطة ميتز انتقل كريمو سنة 1983 لموسم واحد ليلعب مع نادي ستراسبورغ شارك في 27 مباراة وسجل 3 أهداف فقط.
نادي تور :
موسم 1984-1985 سيلعب كريمو لنادي نور سجل 6 أهداف في 35 مقابلة.
نادي لوهافر :
تجربة لوهافر كانت ناجحة لكريمو فخلال موسم 85-86 سجل 20 هدفاً في 37 مباراة.
نادي سانت إتيان :
بعد تألقه مع لوهافر سيجلب كريمو اهتمام أندية فرنسية كبيرة فكان أن انتقل سنة 1986 إلى نادي سانت ايتيان، شارك معه في 33 مباراة سجل 9 أهداف.
ماترا راسينغ :
بعد ذلك انتقل كريمو إلى نادي ماترا راسينغ ليلعب له موسمين من 1987 إلى 1989 سجل خلالها 10 أهداف في 52 مقابلة، وكانت هذه آخر محطة في مشوار كريمو حيث أنه أعلن اعتزاله سنة 1989.

## مع المنتخب المغربي
خاض كريمو مباراته الدولية الأولى سنة 1977 ضد المنتخب التونسي وإنقطع قليلاً عن المنتخب قبل أن يعود بقوة حيث شارك معه في نهائيات كأس العالم 1986 بالمكسيك وسجل الهدف الثالث في مرمى البرتغال في الدور الأول وقاد المغرب لتصدر المجموعة على حساب إنجلترا وبولونيا وبالتالي التأهل للدور الثاني لأول مرة في تاريخ إفريقيا والعرب كما شارك مع أسود الأطلس في كأس أمم إفريقيا مرتين سنة 1986 في مصر وسجل هدف و1988 بالمغرب وسجل 2 هدفين قبل أن يعتزل اللعب دولياً سنة 1988 بعد مشوار حافل مع المنتخب المغربي لعب خلاله نحو 80 مباراة دولية وسجل 5 أهدف.

## روابط خارجية
- عبد الكريم ميري كريمو على موقع الاتحاد الدولي (مؤرشف)  (الإنجليزية)
- عبد الكريم ميري كريمو على موقع قاعدة بيانات كرة القدم.إي يو (الإنجليزية)
- عبد الكريم ميري كريمو على موقع ليكيب (الفرنسية)
- عبد الكريم ميري كريمو على موقع ناشيونال فوتبول تيمز (الإنجليزية)
- عبد الكريم ميري كريمو على موقع عالم كرة القدم.نت (الإنجليزية)